# Max-Planck-Institut für die Physik des Lichts
Das Max-Planck-Institut für die Physik des Lichts (MPL) ist ein Institut der Max-Planck-Gesellschaft in Erlangen. Es verfolgt Grundlagenforschung in den Bereichen optische Messverfahren, optische Kommunikation, Quantenoptik, optische Materialien sowie Optik in Biologie und Medizin. Es entstand am 1. Januar 2009 durch die Umwandlung der 2004 zu diesem Zweck gegründeten Max-Planck-Forschungsgruppe für Optik, Information und Photonik der Universität Erlangen-Nürnberg.
Das Institut umfasst derzeit drei Abteilungen:
- Biologische Optomechanik
- Theorie
- Nanooptik

## Struktur
Das Institut besteht aus drei Abteilungen, jeweils unter der Leitung eines gleichberechtigten Direktors. Die Arbeit in den Abteilungen wird durch „Technologieentwicklungs- und Service-Gruppen“ unterstützt. Außerdem arbeiten am MPL verschiedene Max-Planck-Forschungsgruppen. Am Institut ist zudem eine „International Max-Planck-Research-School for Optics and Imaging“ angesiedelt, die der strukturierten Doktorandenausbildung dient. Das Institut arbeitet über die Universitäts-Professuren der Direktoren, über mehrere assoziierte Gruppen, sowie den Cluster of Excellence und Graduiertenschulen eng mit dem Institut für Optik und einzelnen Lehrstühlen der Friedrich-Alexander-Universität Erlangen-Nürnberg zusammen.
Quellen für weißes Licht, die ein Vielfaches heller sind als Glühlampen, die Manipulation einzelner Photonen oder der kleinste Brennfleck der Welt – das sind nur ein paar der Aktivitäten am Max-Planck-Institut für die Physik des Lichts. Prinzipiell wird daran gearbeitet, Licht in jeder Hinsicht zu kontrollieren: in Raum und Zeit, in der Polarisation – das ist vereinfacht gesprochen die Schwingungsrichtung der Lichtwelle – und in seinen Quanteneigenschaften.

### Biologische Optomechanik – Abteilung Guck
Am 1. Oktober 2018 wurde Jochen Guck zum Direktor der neuen Abteilung „Biologische Optomechanik“ ernannt. Er forscht mit seinem Team im Bereich der Biophysik und an der interdisziplinären Schnittstelle zwischen Physik und Medizin. Guck wird in den kommenden Jahren in das Max-Planck-Zentrum für Physik und Medizin (MPZPM) umziehen, das gemeinsam mit der Friedrich-Alexander-Universität Erlangen-Nürnberg (FAU) und dem Universitätsklinikum Erlangen entsteht.

### Theorie – Abteilung Marquardt
Die Theorie-Abteilung am MPL wird von Florian Marquardt geleitet. Sie befasst sich mit der klassischen und quantenmechanischen Dynamik von Systemen, die in der modernen Optik relevant sind, speziell an der Schnittstelle zwischen Nanophysik und Quantenoptik. Die Forschungsthemen umfassen die Theorie der Optomechanik, Quantenoptik in supraleitenden Schaltkreisen, Transport in photonischen Systemen, fundamentale Fragen der Quantenvielteilchenphysik, nichtlineare Dynamik im Nichtgleichgewicht und Dekohärenz. Die Gruppe wendet eine Vielzahl von Methoden an, von analytischen Zugängen bis hin zu numerischen Simulationen.

### Photonische Kristallfasern – Emeritus-Gruppe Russell
Die Emeritus-Gruppe Russell geht auf die Abteilung von Philip Russell zurück, der 2021 emeritiert wurde. Der Forschungsfokus liegt auf dem Gebiet der nano- und mikrostrukturierten Materialien und ihrer Anwendungen in Optik und Photonik. Ein besonderer Schwerpunkt sind die photonischen Kristallfasern (PCF) – eine neue Art optischer Fasern, die 1991 von Philip Russell vorgeschlagen wurden. Das erste Beispiel einer funktionierenden PCF gab es 1996 und seitdem arbeiten Gruppen weltweit an der Entwicklung von PCF und deren mannigfaltigen Anwendungen. Die Abteilung nutzt die erstaunlichen Eigenschaften von PCF in einer ganzen Reihe von Experimenten. Wissenschaftliche Anwendungen beinhalten zum Beispiel nichtlineare Gaslaser mit niedriger Pumpschwelle und phononischen Bandlücken. Technologische Anwendungen sind u. a. biomedizinische Sensoren, Superkontinuumsquellen und die Manipulation von Partikeln mit Laserpinzetten in Hohlkern-PCF.

### Nanooptik – Abteilung Sandoghdar
Am 1. September 2010 wurde Vahid Sandoghdar zum Direktor einer neuen Abteilung ernannt. Mit seiner Ernennung wurde ihm eine Alexander-von-Humboldt-Professur an der Universität Erlangen-Nürnberg verliehen. Sandoghdar setzt am MPL seine bisherigen Arbeiten aus den Bereichen der Nanooptik, Biophotonik und Plasmonik fort. Er war zuvor Professor an der ETH Zürich.

### Optik und Informationsverarbeitung – Emeritus-Gruppe Leuchs
Die Emeritus-Gruppe Leuchs geht auf die Abteilung von Gerd Leuchs zurück, der 2019 emeritiert wurde. Das Forschungsspektrum der Emeritus Gruppe Leuchs umfasst das Gebiet von der klassischen Optik bis zur Quantenoptik, wobei das Augenmerk sowohl auf grundlegende Fragestellungen als auch auf praktische Anwendungen gerichtet ist.

### Max-Planck-Forschungsgruppen
Es gibt einige unabhängige Forschungsgruppen außerhalb der drei Abteilungen des MPL.
- Forschungsgruppe Maria Chekhova auf dem Gebiet der Quanten und photonischen Kristallfasern[6]
- Forschungsgruppe Claudiu Genes auf dem Gebiet der Theorie der Quantenoptik[6]
- Forschungsgruppe Silvia Viola-Kusminskiy auf dem Gebiet der optomagnetischen Systeme[6]
- Forschungsgruppe Kanwarpal Singh auf dem Gebiet der Mikroendoskopie[6]
- Forschungsgruppe Christoph Marquardt auf dem Gebiet der Quanteninformationsverarbeitung[6]
- Forschungsgruppe Birgit Stiller auf dem Gebiet der Quanten-Optoakustik[6]
- Forschungsgruppe Hanieh Fattahi auf dem Gebiet der Femtosekunden-Molekularfeldoskopie[7]
- Forschungsgruppe Pascal Del’Haye auf dem Gebiet der Mikrophotonik[8]
- Forschungsgruppe Katja Zieske

### Technologieentwicklungs- und Service-Gruppen
- Mikro- und Nanostrukturierung
- Faserherstellung und Glasstudio
- Lab-on-a-chip Systems[9]

### Frühere Forschungsgruppen und Abteilungen
- Abteilung „Photonische Kristallfasern“ – Leitung: Philip Russell
- Abteilung „Optik und Informationsverarbeitung“ – Leitung: Gerd Leuchs
- Abteilung Oskar Painter
- Nachwuchsforschungsgruppe „Integrierte Quantenoptik“ – Leitung: Christine Silberhorn
- Forschungsgruppe „Nichtlineare photonische Nanostrukturen“ – Leitung: Fabio Biancalana
- Forschungsgruppe „Optische Quanteninformationstheorie“ – Leitung: Peter van Loock
- Max Planck Fellow Group – „Photonik und Präzisionsmessungen“ – Leitung: Lijun Wang

### Max Planck – University of Ottawa Centre for Extreme and Quantum Photonics
„Max Planck – University of Ottawa Centre for Extreme and Quantum Photonics“ bietet eine Plattform für die enge Zusammenarbeit und den wissenschaftlichen Austausch zwischen uOttawa und der Max-Planck-Gesellschaft. Seit 2012 pflegen uOttawa und das Max-Planck-Institut für die Physik des Lichts eine intensive Forschungszusammenarbeit durch Studenten- und Mitarbeiteraustausch, internationale Workshops und gemeinsame Forschungsprojekte. Besondere Schwerpunkte sind die Entwicklung von sehr hochintensiven Laserquellen, die Entwicklung von für die Quanteninformationswissenschaft relevanten optischen Methoden und die Herstellung von Bauelementen für die klassische und Quantenphotonik.

### Max-Planck-Zentrum für Physik und Medizin
Das MPZPM ist als Gemeinschaftsprojekt des Max-Planck-Instituts für die Physik des Lichts (MPL), der Friedrich-Alexander-Universität (FAU) und des Universitätsklinikums der FAU in Erlangen konzipiert. Das neue wissenschaftliche Zentrum zielt darauf ab, fortgeschrittene Methoden der Experimentalphysik und Mathematik auf die biomedizinische Grundlagenforschung mit Schwerpunkt auf der interzellulären Mikroumgebung anzuwenden.

## Geschichte
Die Optik hat an der Universität Erlangen-Nürnberg eine lange Tradition, sowohl in der Naturwissenschaftlichen als auch in der Technischen Fakultät. Schon 1868 wurde mit Eugen Lommel ein Wissenschaftler an die Universität Erlangen berufen, dessen Schwerpunkt die Optik war. In der Physik wurde in den 1970ern diese Tradition mit dem Lehrstuhl für Optik unter Adolf Lohmann weitergeführt, auch in der Technischen Fakultät gewann die Laserforschung und ihre Anwendung zunehmend an Bedeutung.
Basierend auf diesen Erfahrungen wurde von 2003 bis 2008 die Max-Planck-Forschungsgruppe für Optik, Information und Photonik eingerichtet, von der Friedrich-Alexander-Universität betrieben und gemeinsam von der Max-Planck-Gesellschaft und dem Freistaat Bayern finanziert. Nach erfolgreicher Evaluierung wurde am 1. Januar 2009 das Max-Planck-Institut für die Physik des Lichts gegründet.
Nach der Grundsteinlegung des neuen Gebäudes im Juli 2011 und dem Richtfest im November 2014 zog das Institut im Sommer 2016 in seinen Neubau in der Staudtstraße ein. Der Neubau liegt direkt am Südcampus der Friedrich-Alexander-Universität Erlangen.